# Dracophyllum
Dracophyllum är ett släkte av ljungväxter. Dracophyllum ingår i familjen ljungväxter.

## Bildgalleri

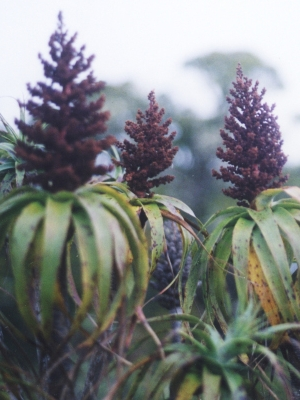
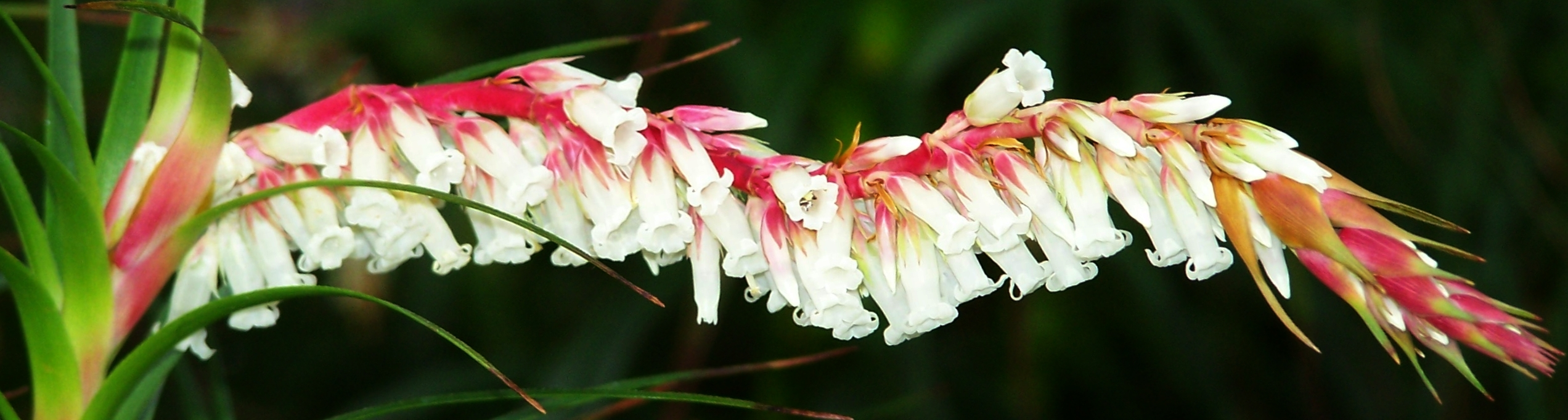
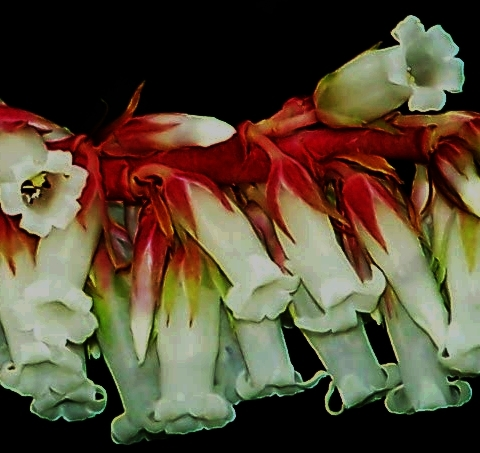
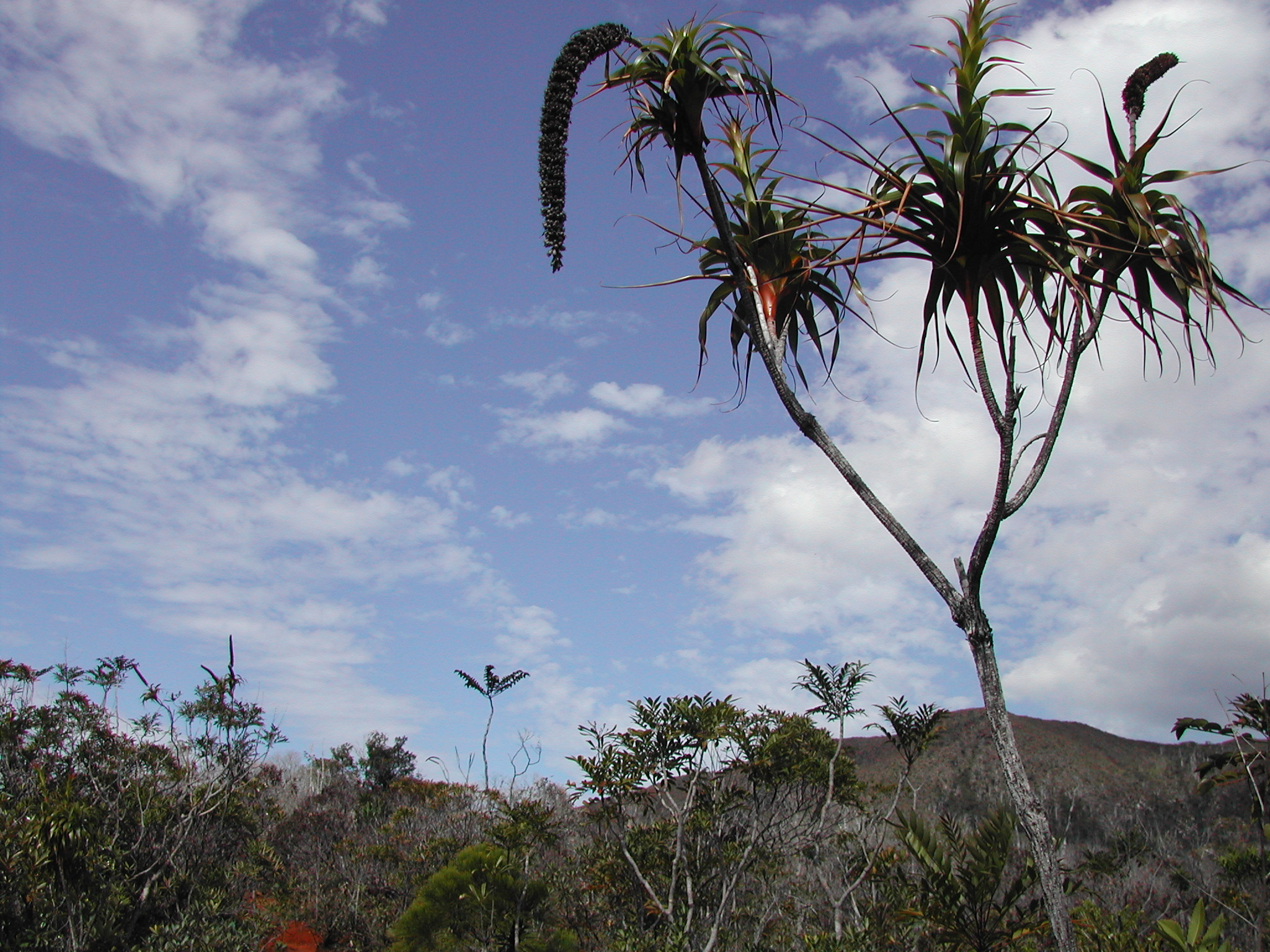
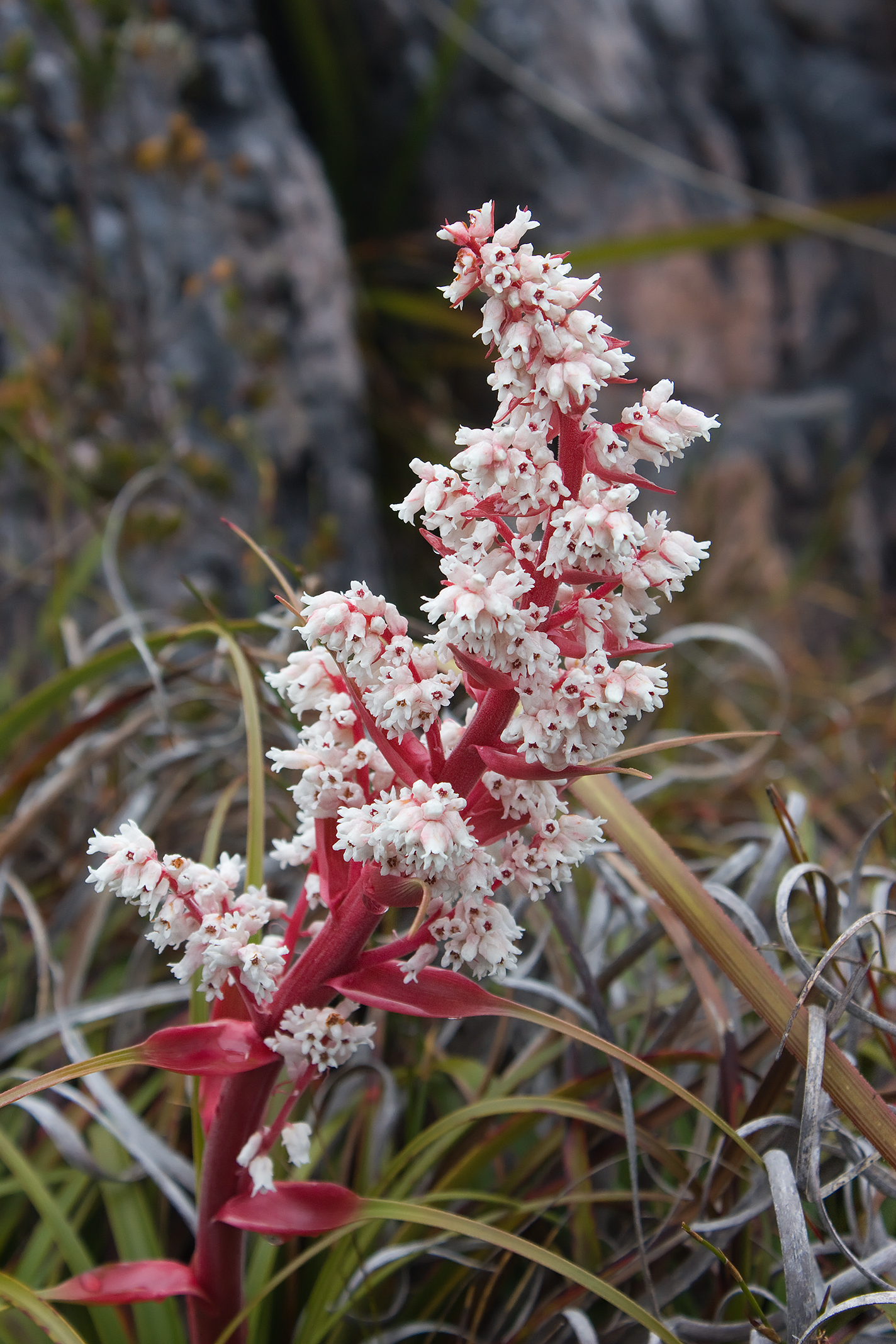
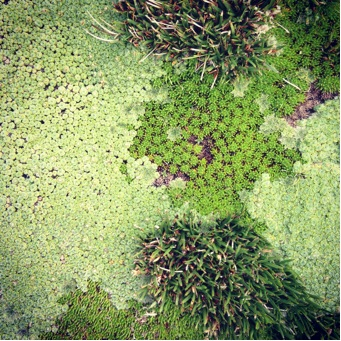

## Dottertaxa tillDracophyllum, i alfabetisk ordning[1]
- Dracophyllum acerosum
- Dracophyllum acicularifolium
- Dracophyllum adamsii
- Dracophyllum alticola
- Dracophyllum arboreum
- Dracophyllum arcuatum
- Dracophyllum balansae
- Dracophyllum cosmelioides
- Dracophyllum densiflorum
- Dracophyllum densum
- Dracophyllum elegantissimum
- Dracophyllum filifolium
- Dracophyllum fiordense
- Dracophyllum fitzgeraldii
- Dracophyllum heteroflorum
- Dracophyllum insulare
- Dracophyllum involucratum
- Dracophyllum kirkii
- Dracophyllum latifolium
- Dracophyllum lessonianum
- Dracophyllum longifolium
- Dracophyllum mackeeanum
- Dracophyllum macranthum
- Dracophyllum marginatum
- Dracophyllum marmoricola
- Dracophyllum matthewsii
- Dracophyllum menziesii
- Dracophyllum milliganii
- Dracophyllum minimum
- Dracophyllum muscoides
- Dracophyllum oceanicum
- Dracophyllum oliveri
- Dracophyllum ophioliticum
- Dracophyllum ouaiemense
- Dracophyllum paludosum
- Dracophyllum palustre
- Dracophyllum patens
- Dracophyllum pearsonii
- Dracophyllum politum
- Dracophyllum pronum
- Dracophyllum prostratum
- Dracophyllum pubescens
- Dracophyllum pyramidale
- Dracophyllum ramosum
- Dracophyllum recurvum
- Dracophyllum rosmarinifolium
- Dracophyllum saxicola
- Dracophyllum sayeri
- Dracophyllum scoparium
- Dracophyllum secundum
- Dracophyllum sinclairii
- Dracophyllum strictum
- Dracophyllum subulatum
- Dracophyllum townsonii
- Dracophyllum traversii
- Dracophyllum trimorphum
- Dracophyllum uniflorum
- Dracophyllum urvilleanum
- Dracophyllum verticillatum
- Dracophyllum viride
- Dracophyllum vulcanicum